# UCI-Trial-Weltcup 2009
Beim UCI-Trial-Weltcup 2009 wurden durch die Union Cycliste Internationale die Weltcupsieger im Trial ermittelt.

## Ablauf
Der Weltcup 2009 bestand aus fünf Läufen:
- Ripoll: 10.–11. April
- Heubach: 16.–17. Mai
- Saint-François-Longchamp: 4.–5. Juli
- Knokke-Heist: 31. Juli–2. August
- Rotorua: 12.–13. September

Der Weltcup von Heubach fand im Rahmen des Mountainbikefestivals „Bike the Rock“ an der „Stellung“ unterhalb des Rosensteins statt. Das Finale in Neuseeland war die erste Weltcup-Runde außerhalb Europas seit Schaffung des Wettbewerbs im Jahr 2000. Ermöglicht wurde dies durch den Termin eine Woche nach den Mountainbike-Weltmeisterschaften 2009 im australischen Canberra, bei denen auch die Welttitelkämpfe im Trial ausgetragen worden waren.

## Männer 20 Zoll
In der 20-Zoll-Klasse nahmen 69 Fahrer an den Wettbewerben teil.
| # | Datum         | Ort                      | Erster       | Zweiter          | Dritter          |
| - | ------------- | ------------------------ | ------------ | ---------------- | ---------------- |
| 1 | 11. April     | Ripoll                   | Daniel Comas | Benito Ros       | Rafał Kumorowski |
| 2 | 17. Mai       | Heubach                  | Benito Ros   | Rafał Kumorowski | Daniel Comas     |
| 3 | 5. Juli       | Saint-François-Longchamp | Benito Ros   | Daniel Comas     | Rafał Kumorowski |
| 4 | 2. August     | Knokke-Heist             | Benito Ros   | Daniel Comas     | Rafał Kumorowski |
| 5 | 13. September | Rotorua                  | Benito Ros   | Carles Diaz      | Rick Koekoek     |

Gesamtwertung
| Platz | Name               | Punkte |
| ----- | ------------------ | ------ |
| 1     | Benito Ros         | 610    |
| 2     | Rafał Kumorowski   | 525    |
| 3     | Carles Diaz        | 490    |
| 4     | Rick Koekoek       | 470    |
| 5     | Daniel Comas       | 450    |
| 6     | Sebastian Hoffmann | 415    |

## Männer 26 Zoll
In der 26-Zoll-Klasse gab es 77 Teilnehmer.
| # | Datum         | Ort                      | Erster             | Zweiter            | Dritter             |
| - | ------------- | ------------------------ | ------------------ | ------------------ | ------------------- |
| 1 | 11. April     | Ripoll                   | Gilles Coustellier | Kenny Belaey       | Vincent Hermance    |
| 2 | 17. Mai       | Heubach                  | Kenny Belaey       | Gilles Coustellier | Vincent Hermance    |
| 3 | 5. Juli       | Saint-François-Longchamp | Gilles Coustellier | Vincent Hermance   | Giacomo Coustellier |
| 4 | 2. August     | Knokke-Heist             | Kenny Belaey       | Gilles Coustellier | Vincent Hermance    |
| 5 | 13. September | Rotorua                  | Kenny Belaey       | Wesley Belaey      | Hannes Herrmann     |

Gesamtwertung
| Platz | Name                | Punkte |
| ----- | ------------------- | ------ |
| 1     | Kenny Belaey        | 585    |
| 2     | Gilles Coustellier  | 470    |
| 3     | Ben Slinger         | 440    |
| 4     | Vincent Hermance    | 425    |
| 5     | Guillaume Dunand    | 408    |
| 6     | Giacomo Coustellier | 390    |

## Frauen
In Saint-François-Longchamp musste Karin Moor erstmals seit Schaffung des Weltcups eine Niederlage hinnehmen, gewann aber die Gesamtwertung. Insgesamt hatte der Frauen-Weltcup elf Teilnehmerinnen, unter den Neulingen waren mit Tatiana Janíčková und Janine Jungfels zwei zukünftige Weltmeisterinnen.
| # | Datum         | Ort                      | Erste       | Zweite            | Dritte        |
| - | ------------- | ------------------------ | ----------- | ----------------- | ------------- |
| 1 | 11. April     | Ripoll                   | Karin Moor  | Gemma Abant       | Mireia Abant  |
| 2 | 17. Mai       | Heubach                  | Karin Moor  | Mireia Abant      | Julie Pesenti |
| 3 | 5. Juli       | Saint-François-Longchamp | Gemma Abant | Karin Moor        | Mireia Abant  |
| 4 | 2. August     | Knokke-Heist             | Karin Moor  | Tatiana Janíčková | Julie Pesenti |
| 5 | 13. September | Rotorua                  | Karin Moor  | Gemma Abant       | Mireia Abant  |

Gesamtwertung
| Platz | Name           | Punkte |
| ----- | -------------- | ------ |
| 1     | Karin Moor     | 610    |
| 2     | Gemma Abant    | 445    |
| 3     | Mireia Abant   | 425    |
| 4     | Julie Pesenti  | 410    |
| 5     | Marion Porcher | 360    |
| 6     | Elisa Brieden  | 280    |